# Raleigh (Missisipi)
Raleigh – miasto w Stanach Zjednoczonych, w stanie Missisipi, siedziba administracyjna hrabstwa Smith.